# The Spider Within: A Spider-Verse Story
The Spider Within: A Spider-Verse Story é um curta-metragem animado norte-americano de 2023 estrelado pelo personagem Miles Morales (dublado por Shameik Moore) da Marvel Comics e produzido pela Sony Pictures Animation. Situado entre os filmes Spider-Man: Into the Spider-Verse (2018) e Spider-Man: Across the Spider-Verse (2023), o curta, dirigido por Jarelle Dampier e e escrito por Khaila Amazan, é descrito como uma história focado em Morales no momento em que ele "começa a sentir a pressão de sua vida como Homem-Aranha, o que resulta em um pequeno passeio assustador e alucinante através de seu subconsciente." 
O filme foi criado pela Sony Pictures Imageworks por meio do programa LENS da Sony e estreou pela primeira vez no Festival de Cinema de Animação de Annecy em 12 de junho de 2023. Após apresentar o curta-metragem em Annecy, a Sony não revelou como ou quando pretendia lançá-lo para o público geral. Posteriormente, ele foi lançado no YouTube em 27 de março de 2024, tendo sido lançado antes da data originalmente planejada em razão dos adiamentos do filme Spider-Man: Beyond the Spider-Verse. O lançamento no YouTube foi feito em parceria com uma arrecadação de fundos para o Kevin Love Fund.

## Enredo
Depois de retornar para casa após um dia de combate ao crime, Miles Morales é assombrado pelos pensamentos de seus pais discutindo com ele e pelas novas responsabilidades que ele deve assumir. Seu pai, Jefferson Davis, pergunta se ele quer assistir filmes de terror com ele, mas Miles, que está bastante cansado, sugere que façam isso em outro momento. Enquanto tenta relaxar em seu quarto, ele é confrontado por seus medos, manifestando-se como um ser de silhueta negra e olhos amarelos. Miles tenta lutar contra essa criatura que se transforma em uma aranha gigante e, mais tarde, em uma enorme infestação de aranhas menores. Miles fica assustado e se encolhe enquanto suas visões desaparecem. Finalmente à vontade, Miles sai do quarto e pergunta ao pai se ele gostaria de passear com ele. Os dois saem do apartamento e começam uma conversa amigável.

## Elenco
- Shameik Moore como Miles Morales / Homem-Aranha: Um grafiteiro adolescente inteligente e rebelde de ascendência afro-americana e porto-riquenha que assumiu o papel de Homem-Aranha da Terra-1610 após a morte de Peter Parker de sua realidade, publicamente conhecido como "Homem-Aranha # 2".
- Brian Tyree Henry como Jefferson Davis: pai afro-americano de Miles e policial.